# Wereldkampioenschappen bobsleeën 2020
De IBSF wereldkampioenschappen bobsleeën 2020 (officieel: BMW IBSF Bob und Skeleton Weltmeisterschaften presented by IDEAL Versicherung) werden gehouden van 21 februari tot en met 1 maart in Altenberg, Duitsland. Tegelijkertijd werden in Altenberg de wereldkampioenschappen skeleton afgewerkt.

## Algemeen
Er stonden drie onderdelen op het programma, de traditionele onderdelen tweemansbob bij de mannen en vrouwen en de viermansbob bij de mannen. De van 2007-2019 georganiseerde landenwedstrijd, een gecombineerd bobslee/skeleton-kampioenschap, vond deze editie niet plaats. Bij de mannen namen 27 tweemansbobs deel uit zestien landen waarbij 56 mannen in actie kwamen -Japan en Nederland kwamen elk met een man extra uit- en 22 viermansbobs uit veertien landen waarbij 90 mannen in actie kwamen -Frankrijk en Japan kwamen elk met een man extra uit- en bij de vrouwen 20 bobs uit veertien landen waarbij 41 vrouwen in actie kwamen -hierbij kwam een Chinese bob met een extra vrouw uit-.
Tweemansbob mannen
In de tweemansbob behaalde de Duitse piloot Francesco Friedrich zijn zesde opeenvolgende wereldtitel, de laatste vijf keer deed hij dit met remmer Thorsten Margis. Hun landgenoot Johannes Lochner behaalde net als in 2015 en 2016 de zilveren medaille, in 2017 werd hij derde. Voor het eerst was Christopher Weber zijn metgezel op het podium. Op plaats drie nam piloot Oskars Ķibermanis met zijn remmer Matīss Miknis plaats. Het was na de zilveren medaille in 2015 van Oskars Melbārdis en Daumants Dreiškens de tweede medaille voor Letland in dit kampioenschap. 
Viermansbob mannen
Dezelfde drie Duitse piloten als in 2017 stonden ook weer in dezelfde volgorde op het erepodium. Francesco Friedrich behaalde zijn derde opeenvolgende wereldtitel, in 2016 werd hij tweede. Johannes Lochner behaalde zijn tweede eremetaal in de viermansbob en Nico Walther zijn derde, in 2015 werd hij tweede.
Tweemansbob vrouwen
In de tweemansbob bij de vrouwen behaalde Kaillie Humphries na 2012 en 2013 haar derde wereldtitel. In 2011 werd ze derde en in 2016 tweede. Elk jaar deed ze dit met een andere remster. In de landenwedstrijd werd ze in 2008 tweede en in 2011, 2012 en 2013 derde. In 2020 kwam ze voor het eerst voor de Verenigde Staten uit, de jaren ervoor voor Canada. De Duitse pilote Kim Kalicki stond voor het eerst op dit erepodium wat ook gold voor haar remster Kira Lipperheide. Namens Canada namen pilote Christine de Bruin en remster Kristen Bujnowski net als in 2019 op plek drie plaats. In 2019 behaalden ze ook de zilveren medaille met het landenteam.

## Programma
| Onderdeel     | 21 februari | 22 februari | 23 februari |            | 29 februari | 1 maart |
| ------------- | ----------- | ----------- | ----------- | ---------- | ----------- | ------- |
| 2-bob vrouwen | run 1 en 2  | run 3 en 4  |             |            |             |         |
| 2-bob mannen  |             | run 1 en 2  | run 3 en 4  |            |             |         |
| 4-bob mannen  |             |             |             | run 1 en 2 | run 3 en 4  |         |

## Medailles
| Onderdeel       | Goud                                                                          | Zilver                                                                    | Brons                                                      |  |
| --------------- | ----------------------------------------------------------------------------- | ------------------------------------------------------------------------- | ---------------------------------------------------------- |  |
| Tweemansbob (m) | Duitsland Francesco Friedrich Thorsten Margis                                 | Duitsland Johannes Lochner Christopher Weber                              | Letland Oskars Ķibermanis Matīss Miknis                    |  |
| Viermansbob (m) | Duitsland Francesco Friedrich Candy Bauer Martin Grothkopp Alexander Schüller | Duitsland Johannes Lochner Christopher Weber Florian Bauer Christian Rasp | Duitsland Nico Walther Paul Krenz Eric Franke Joshua Bluhm |  |
| Tweemansbob (v) | Verenigde Staten Kaillie Humphries Lauren Gibbs                               | Duitsland Kim Kalicki Kira Lipperheide                                    | Canada Christine de Bruin Kristen Bujnowski                |  |

### Medaillespiegel
| Nr.    | Land             | Goud | Zilver | Brons | Totaal |
| ------ | ---------------- | ---- | ------ | ----- | ------ |
| 1      | Duitsland        | 2    | 3      | 1     | 006    |
| 2      | Verenigde Staten | 1    | 0      | 0     | 001    |
| 3      | Canada           | 0    | 0      | 1     | 001    |
| “      | Letland          | 0    | 0      | 1     | 001    |
| Totaal | Totaal           | 3    | 3      | 3     | 9      |

## Belgische deelname
| 2-bob vrouwen | An Vannieuwenhuyse Kelly Van Petegem | 11e (11/10/12/10) |

## Nederlandse deelname
| 2-bob mannen | Ivo de Bruin Joost Dumas / Dennis Veenker () | 22e (23/23/22/-) |